# Fort Focardo
Le fort Focardo (en italien : Forte Focardo) est une fortification côtière située sur l'île d'Elbe, dans la commune de Capoliveri (province de Livourne en Toscane),.
Il se trouve au sud de l'entrée du port de Porto Azzurro, face au canal de Piombino et du fort Longone.

## Historique
L'imposante fortification a été construite au XVIIe siècle, plus précisément en 1678, par le gouverneur Don Ferdinando Joaquim Focardo de Roquentes y Zuñiga pour mettre en œuvre le système défensif de l'État des Présides, dont le territoire comprenait également une bonne partie de l'est de la côte sud de l'île d'Elbe. La fortification a continué à remplir ses fonctions d'observation et de défense jusqu'au XIXe siècle, date à laquelle le déclassement progressif de la structure militaire a été décidé.

## Description
Le Fort Focardo se présente comme une imposante fortification côtière, située dans une position dominante et stratégique sur un promontoire le long du littoral. Son plan quadrangulaire étoilé est renforcé par quatre bastions d'angle et deux petits qui font saillie, une à moitié du côté nord et une à moitié du côté est ; son aspect général est particulièrement appréciable vu d'en haut.
L'ensemble du complexe est caractérisé par la présence de puissantes bases d'escarpements qui s'adaptent à l'orographie du promontoire sur lequel il se dresse ; les structures des murailles extérieures sont recouvertes de pierre à la base du côté nord. Autour des murs extérieurs, du côté terre, se développaient à l'origine des douves qui garantissaient des conditions de sécurité supplémentaires pour la fortification côtière en cas d'attaque terrestre et maritime. À l'intérieur du complexe se trouvent quelques bâtiments qui abritaient autrefois la poudrière et les quartiers de la garnison.
Aujourd'hui, il abrite le phare de Capo Focardo de la Marina Militare, composé d'une tour octogonale en pierre calcaire rose et des quartiers du personnel de la Marine.